# Дадиани, Липарит II
Липарит (II) Дадиани (груз.: ლიპარიტ II დადიანი; ум. 1512) — западногрузинский феодал, эристав Одиши (Мегрельское княжество) с 1482 года до своей смерти в 1512 году.
Из первой династии Дадиани.

## Биография
Липарит был сыном князя Шамадавле Дадиани, эристава Одиши, и его жены Анны.
Он унаследовал престол после смерти своего двоюродного деда, Вамеха II Дадиани, в 1482 году. В многопартийной гражданской войне, которая в то время терзала рушащееся Грузинское царство, Липарит поддержал выбор своего предшественника, поддержав царя Картли Константина II против соперничающего царевича Александра, который утвердил себя в качестве царя Имеретии в 1484 году.
Липарит пригласил Константина вернуть Имеретию и помог ему со своей армией обратить Александра в бегство в горы Рачи в 1487 году.
В этом же году Кваркваре атабаг победил царя Константина. Тогда Александр, сын царя Баграта, собрал [войско] Рача-Лечхуми, пришел и взял Кутатиси лета Христова 1484, грузинского 172, сел царем, благословился и занял Имерети. Однако Дадиани вновь не пожелал его воцарения и призвал царя Константина для захвата Имерети. Послушался царь Константин Дадиана и вновь прибыл в Имерети с войском лета Христова 1487, грузинского 175. С другой стороны подошел Липарит Дадиани с [войском] Одиши. Царь Александр не посмел вступить с ними в бой и опять укрылся в крепостях. Тогда Дадиани и все имеры присоединились к царю Константину и отдали ему крепости всего Имерети и стал он в Кутатиси, ибо не хотел уходить, желая укрепить и утвердить Имерети. И если Александр вступит в бой, [собирался] уничтожить его.Вахушти Багратиони, история царства Грузинского (жизнь Имерети)
В следующем году Константин, подвергшийся нападению туркоманов Ак-Коюнлу в Картлийском царстве, был уже не в состоянии удержаться в Имеретии, и Александр смог возобновить свое правление.
Однако пребывающему в Кутатиси царю Константину сообщили о прибытии от шаха спаспета Асан-бега и осаде Тбилиси его войском. По этой причине оставил он Имерети, отправился в Картли лета Христова 1488, грузинского 176 и сражался с татарами. А Александр связался с имерами и Дадианом и вновь захватил Имерети, взял Кутатиси и все крепости Имерети, так как царь Константин был занят. Затем [Александр] помирился с Дадианом [и] Гуриелом, успокоил этим Имерети и занял твердо и покорил также абхазов и сванов, хотя ни в той мере, как этого хотел.Вахушти Багратиони, история царства Грузинского (жизнь Имерети)
Липарит заключил мир с Александром и продолжал править как его вассал, но со значительной автономией.
Сей Александр не добился счастья своего битвами и смутами и умиротворил Имерети. Затем договорился с царем Константином о мире и любви [и] единстве, затем отстранил непокорных и некоторых уничтожил и оставил без наследства и поставил верных и доверенных своих и этим закрепил за собой Имерети. Подчинил он также Дадиана, Гуриела и других владетелей путем [призыва их] в походы, на охоту и службы ему, как [положено] царю.Вахушти Багратиони, история царства Грузинского (жизнь Имерети)
В 1491 году Константин II из Картли смирился с свершившимся фактом и признал Александра царем Имеретии, тем самым утвердив распад Грузинского царства.

## Смерть
Липарит II умер в 1512 году, и ему наследовал его сын, Мамия III.
Лета Христова 1512, грузинского 200, в царствование Баграта Второго вышел спаспет султана Селима с огромным войском и подошел к Самцхе. Встретил его атабаг Мзечабук, проводил и привел в Персати, в Имерети. А царь Баграт не смог противостать и укрылся в крепостях и укрыл [жителей] Имерети. А прибывшие османы сожгли Кутатиси и Гелати, затем опустошили, выжгли, перебили и истребили всех, кого нашли в Имерети и ушли той же дорогой. После их ухода спустился царь Баграт, навел порядок в Имерети и вновь поселил беженцев-имеров. В этом же году умер Липарит Дадиани и с разрешения царя Баграта Дадианом сел Мамия.Вахушти Багратиони, история царства Грузинского (жизнь Имерети)

## Семья
Возможно, у него была и дочь Гульнар, которая была замужем за князем Абашидзе.